# Volkskruistochten
De volkskruistochten waren verschillende bewegingen "geanimeerd door kruistocht-enthousiasme" maar niet goedgekeurd door de Rooms-Katholieke Kerk. Ze contrasteren met de "officiële kruistochten" die zijn goedgekeurd door het pausdom. Terwijl de laatste bestond uit professionele legers onder leiding van apostolische legaten, waren de populaire kruistochten over het algemeen ongeorganiseerd en bestonden uit boeren, ambachtslieden en slechts af en toe een ridder.

## Terminologie
De term "volkskruistocht" is een moderne wetenschappelijke conventie. Het onderscheid tussen de hiërarchische (of officiële) en de volks-'impuls' in kruistochten werd voor het eerst gemaakt door Leopold von Ranke in de 19de eeuw. 

## Lijst van Volkskruistochten
De bewegingen die doorgaans als populaire kruistochten worden beschouwd, zijn:
| Kruistocht        | Jaar | Locatie                                  |
| ----------------- | ---- | ---------------------------------------- |
| Volkskruistocht   | 1096 | Anatolië                                 |
| Kinderkruistocht  | 1212 | Frankrijk en Heilige Roomse Rijk         |
| Herderskruistocht | 1251 | Frankrijk                                |
| Armenkruistocht   | 1309 | Rijnland, Brabant, Frankrijk en Engeland |
| Herderskruistocht | 1320 | Normandië                                |